# Ferdinando Acton

Stemma della famiglia Acton

Ferdinando Acton (Napoli, 16 luglio 1832 – Roma, 18 febbraio 1891) è stato un ammiraglio, nobile e politico italiano, Ministro della marina dal 1879 al 1883.

## Biografia
Nacque a Napoli dal barone Carlo Acton, discendente di una nobile famiglia originaria dell'Inghilterra, e dalla contessa francese Zoè Guiges d'Albon. Seguì gli studi militari presso la Real accademia di marina di Napoli ed entrò con il grado di guardiamarina nella Real Marina del Regno delle Due Sicilie. Prestarono servizio in marina anche i fratelli Guglielmo ed Emmerik. Raggiunse nel 1857 il grado di tenente di vascello e nel 1860 ottenne il comando dell'avviso Elettrico, portando in Sicilia il generale Alessandro Nunziante dopo l'abbandono da parte di quest'ultimo della marina borbonica. Proprio con Nunziante passò nelle file del Regno di Sardegna, arruolandosi nella Marina del Regno sardo, poi trasformata nella Regia Marina del Regno d'Italia, e divenne capo di Stato Maggiore aggiunto dell'ammiraglio Carlo Pellion di Persano, partecipando all'assedio di Ancona del 1860.
Entrato nella Regia Marina con il grado di capitano di fregata assunse nel 1866 il comando della pirocorvetta Etna nell'ambito della terza guerra d'indipendenza italiana, svolgendo compiti di esplorazione nel canale d'Otranto.

### Carriera politica
Nel 1867 fu eletto una prima volta alla Camera dei deputati nel collegio di Amalfi, servendo nel corso della X legislatura fino al 1869, anno in cui fu promosso al grado di capitano di vascello di seconda classe, e poi nell'XI legislatura fino al 1874.
Promosso nel frattempo al grado di contrammiraglio (1877) fu segretario generale del Ministero della marina nel 1878, sotto il ministro Enrico Di Brocchetti, e poi Ministro della marina tra il 1879 e il 1883 nei governi Cairoli III e Depretis IV. Nel corso del 1880 ricoprì ad interim per pochi giorni anche l'ufficio di Ministro della guerra.
Come Ministro della marina sostenne la realizzazione di corazzate di piccolo tonnellaggio al posto delle grandi navi, motivando tale scelta sia per i minori costi economici che per la scarsità di grandi porti sulle lunghe coste italiane. Il suo obiettivo era quello di costituire una flotta numerosa e veloce. Tale approccio, tuttavia, gli valse anche diverse critiche da parte di alcuni detrattori, spinti a favorire l'industria pesante, che bollarono questo suo atteggiamento come "troppo timido e antiquato". Proprio questi dissapori furono all'origine delle sue dimissioni, rassegnate nel 1883. A lui si deve lo studio per la costruzione dell'Arsenale militare marittimo di Taranto oltre che del canale navigabile che congiunge il mar Grande con il mar Piccolo e del ponte di San Francesco di Paola, che inaugurò solennemente il 22 maggio 1887.
Nel 1880 fu nominato senatore in quanto già Ministro di Stato e continuò la sua carriera militare, venendo promosso al grado di viceammiraglio nel 1883. Nei suoi ultimi anni di servizio guidò i dipartimenti marittimi di Napoli (1886) e La Spezia (1888) e servì come Capo di Stato Maggiore della Regia Marina nonché come Presidente del Consiglio superiore di marina.
Morì a Roma nel 1891.

## Vita privata
Nel 1856 sposò la nobile Ninfa Noemi Ramirez, figlia del marchese Vincenzo, Ministro del Re di Napoli a Vienna e Torino, dalla quale ebbe sette figli: Anna Noemi, Filomena Fernanda, Maria Vittoria, Amedeo, Maria Margherita, Gemma e Alfredo che divenne a sua volta Senatore del Regno.